# Adam Birchall
Adam Birchall, född 2 december 1984, är en walesisk före detta fotbollsspelare.

## Karriär
Adam Birchall kom till Barnet i november 2006 på lån från Mansfield Town. I januari 2007 blev övergången permanent. Han lämnade klubben sommaren 2009. Birchall startade karriären i Arsenals ungdomslag men fick aldrig chansen i a-laget. Han har också gjort landskamper för Wales U21.